# Soyauxia gabonensis
Espèce
Soyauxia gabonensis Oliv.  est une espèce d'arbres de la famille des Peridiscaceae selon la classification phylogénétique. 

## Description
Cet arbre, ou buisson, peut mesurer entre 3 et 15 mètres. Il est légèrement recouvert de petits poils bruns au niveau des rameaux. Ses feuilles sont oblongues, elliptiques et longuement acuminées. Elles possèdent 12 paires de nervures latérales, des stipules persistants ainsi que des épines axillaires de 10 cm de long. Ses fleurs sont blanches et dispersées.
Cette espèce se développe dans les forêts tropicales humides entre 1 et 200 mètres d'altitude .